# برادری عدالت
برادری عدالت (به انگلیسی: Brotherhood of Justice) یک فیلم تلویزیونی، محصول سال ۱۹۸۶ است. کیانو ریوز، بیلی زین، کیفر ساترلند و لوری لویین بازیگران اصلی این فیلم هستند.